# Daly (Mondkrater)
Daly ist ein kleiner Einschlagkrater in der östlichen Hälfte des Mondes, nordwestlich des Kraters Apollonius. Die Formation ist annähernd kreisrund und weist am nördlichen Rand eine leichte, nach innen gerichtete Einbuchtung auf. Der Kraterwall ist im südlichen Bereich mächtiger als im nördlichen. Der Krater überdeckt den gleich großen Apollonius F in dessen ostsüdöstlichem Bereich.
Daly wurde als Apollonius P gekennzeichnet, ehe er 1973 durch die Internationale Astronomische Union (IAU) eine eigene Bezeichnung erhielt.